# Agniolamia albovittata
Agniolamia albovittata är en skalbaggsart som beskrevs av Stefan von Breuning 1977. Agniolamia albovittata ingår i släktet Agniolamia och familjen långhorningar.
Artens utbredningsområde är Gabon. Inga underarter finns listade i Catalogue of Life.